# Poecilopsis alba
Poecilopsis alba là một loài bướm đêm trong họ Geometridae.